# La Ròchablancha
La Ròchablancha (en occità; oficialment La Roche-Blanche) és un municipi francès situat al departament del Puèi Domat i a la regió d'Alvèrnia-Roine-Alps. L'any 2007 tenia 3.194 habitants.

## Demografia

### Població
El 2007 la població de fet de La Roche-Blanche era de 3.194 persones. Hi havia 1.221 famílies de les quals 244 eren unipersonals (112 homes vivint sols i 132 dones vivint soles), 416 parelles sense fills, 453 parelles amb fills i 108 famílies monoparentals amb fills.
La població ha evolucionat segons el següent gràfic:
Habitants censats

### Habitatges
El 2007 hi havia 1.318 habitatges, 1.231 eren l'habitatge principal de la família, 8 eren segones residències i 79 estaven desocupats. 1.215 eren cases i 99 eren apartaments. Dels 1.231 habitatges principals, 1.050 estaven ocupats pels seus propietaris, 161 estaven llogats i ocupats pels llogaters i 20 estaven cedits a títol gratuït; 9 tenien una cambra, 27 en tenien dues, 122 en tenien tres, 369 en tenien quatre i 704 en tenien cinc o més. 1.018 habitatges disposaven pel capbaix d'una plaça de pàrquing. A 379 habitatges hi havia un automòbil i a 782 n'hi havia dos o més.

### Piràmide de població
La piràmide de població per edats i sexe el 2009 era:
| Homes | Edats   | Dones |
| ----- | ------- | ----- |
| 0     | 95 o +  | 0     |
| 4     | 90 a 94 | 0     |
| 4     | 85 a 89 | 20    |
| 8     | 80 a 84 | 8     |
| 24    | 75 a 79 | 48    |
| 40    | 70 a 74 | 32    |
| 44    | 65 a 69 | 56    |
| 84    | 60 a 64 | 72    |
| 76    | 55 a 59 | 80    |
| 148   | 50 a 54 | 152   |
| 124   | 45 a 49 | 108   |
| 152   | 40 a 44 | 112   |
| 156   | 35 a 39 | 148   |
| 104   | 30 a 34 | 136   |
| 56    | 25 a 29 | 44    |
| 36    | 20 a 24 | 48    |
| 120   | 15 a 19 | 76    |
| 124   | 10 a 14 | 120   |
| 92    | 5 a 9   | 120   |
| 72    | 0 a 4   | 56    |

## Economia
El 2007 la població en edat de treballar era de 2.181 persones, 1.555 eren actives i 626 eren inactives. De les 1.555 persones actives 1.478 estaven ocupades (791 homes i 687 dones) i 77 estaven aturades (32 homes i 45 dones). De les 626 persones inactives 240 estaven jubilades, 247 estaven estudiant i 139 estaven classificades com a «altres inactius».

### Ingressos
El 2009 a La Roche-Blanche hi havia 1.249 unitats fiscals que integraven 3.208 persones, la mediana anual d'ingressos fiscals per persona era de 22.752 €.

### Activitats econòmiques
Dels 178 establiments que hi havia el 2007, 2 eren d'empreses extractives, 3 d'empreses alimentàries, 2 d'empreses de fabricació de material elèctric, 15 d'empreses de fabricació d'altres productes industrials, 45 d'empreses de construcció, 34 d'empreses de comerç i reparació d'automòbils, 9 d'empreses de transport, 6 d'empreses d'hostatgeria i restauració, 2 d'empreses d'informació i comunicació, 8 d'empreses financeres, 4 d'empreses immobiliàries, 20 d'empreses de serveis, 23 d'entitats de l'administració pública i 5 d'empreses classificades com a «altres activitats de serveis».
Dels 60 establiments de servei als particulars que hi havia el 2009, 1 era una oficina de correu, 1 una oficina bancària, 7 tallers de reparació d'automòbils i de material agrícola, 1 autoescola, 15 paletes, 8 guixaires pintors, 8 fusteries, 5 lampisteries, 6 electricistes, 1 empresa de construcció, 2 perruqueries, 4 restaurants i 1 saló de bellesa.
Dels 10 establiments comercials que hi havia el 2009, 1 era un supermercat, 3 fleques, 1 una carnisseria, 1 una botiga de congelats, 1 una llibreria, 2 botigues de material esportiu i 1 una floristeria.
L'any 2000 a La Roche-Blanche hi havia 22 explotacions agrícoles que ocupaven un total de 312 hectàrees.

## Equipaments sanitaris i escolars
El 2009 hi havia 1 psiquiàtric i 1 farmàcia.
El 2009 hi havia 1 escola maternal i 1 escola elemental.

## Poblacions més properes
El següent diagrama mostra les poblacions més properes.